# Neptun (robotrepülőgép)

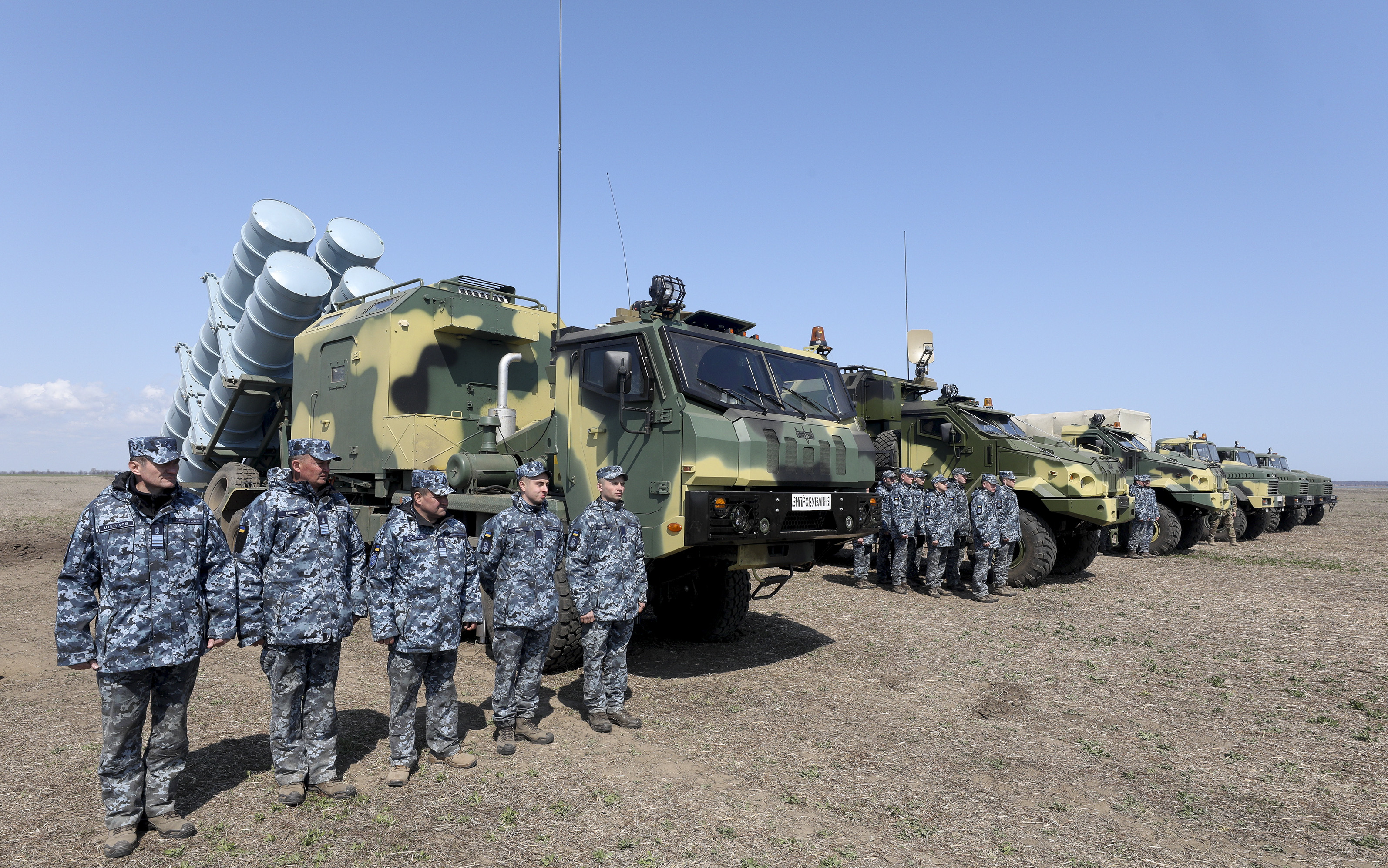
Egy Neptun üteg a szállító-indító járművel és az irányító, kiszolgáló járművekkel

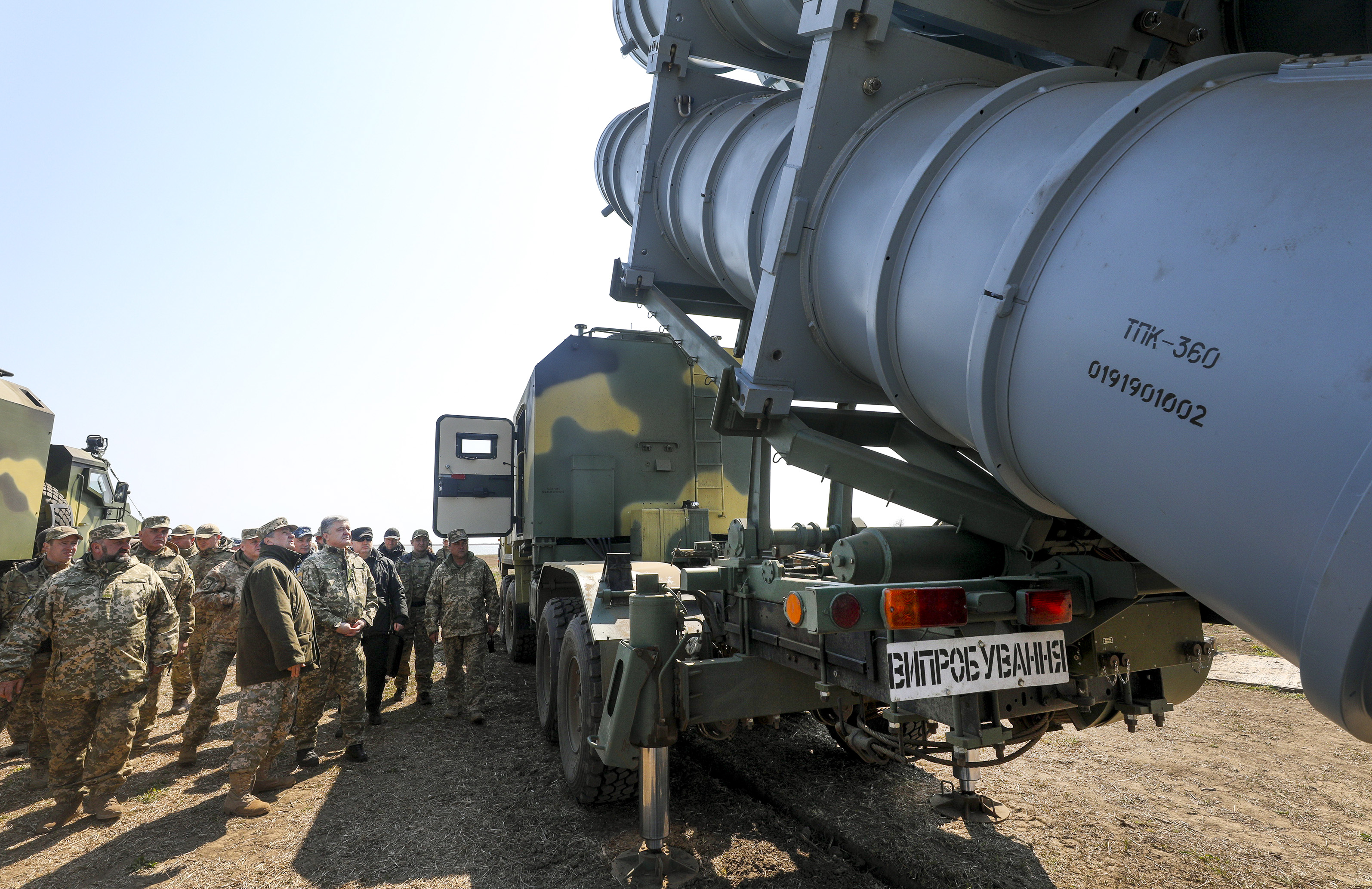
Petro Porosenko elnök megtekinti a Neptun rendszer szállító-indító járművét (2019. április)

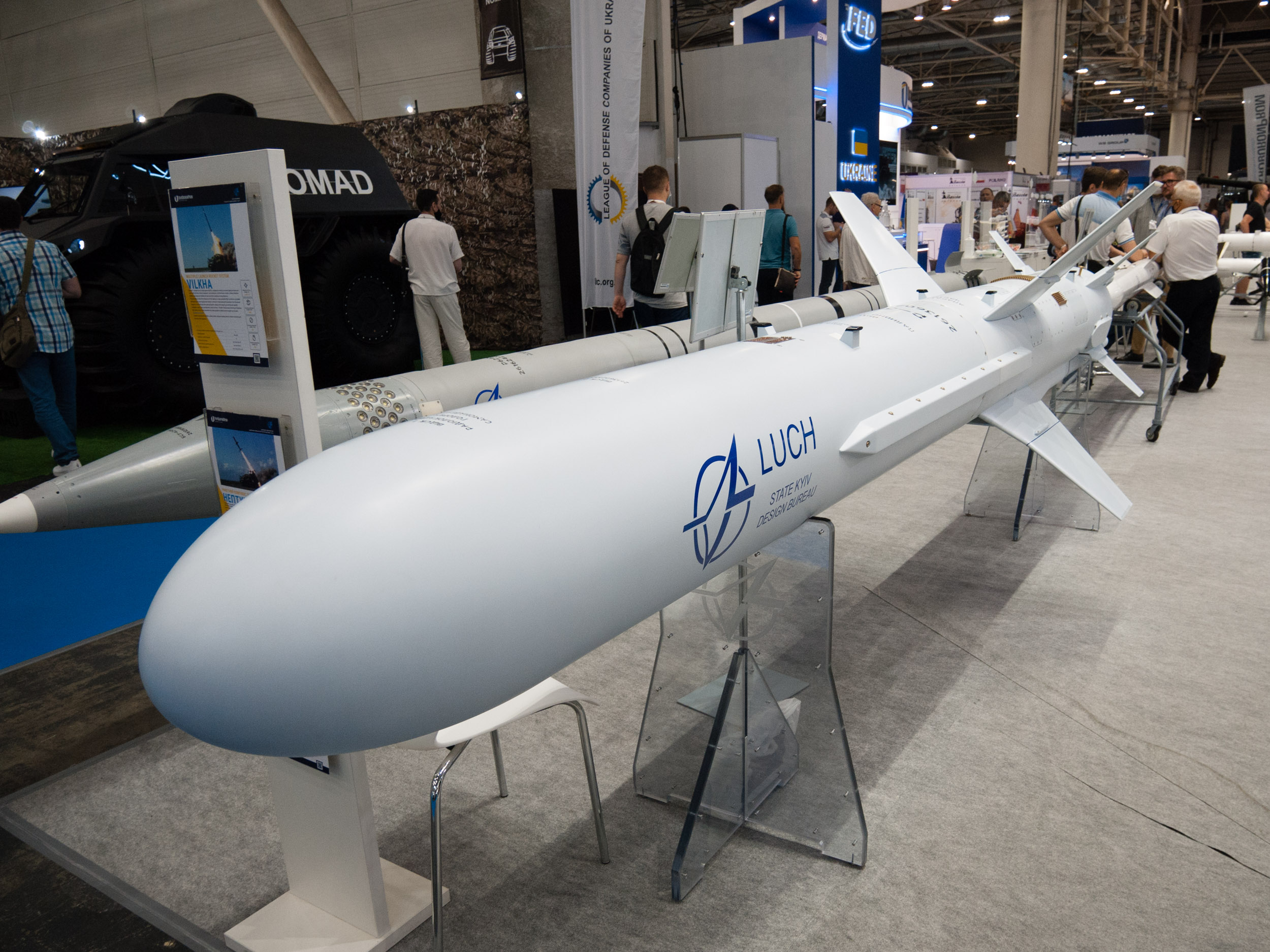
A Neptun robotrepülőgép makettje a 2021-es Zborja ta bezpeka hadiipari kiállításon Kijevben

Az R–360 Neptun (ukránul: Нептун) fejlesztés alatt álló, hajók elleni ukrán robotrepülőgép. Az eszköz a kijevi Lucs tervezőiroda fejlesztése. A teljes rakétarendszer jelzése RK–360 Neptun. 2020-ban rendszeresítették az Ukrán Fegyveres Erőknél.

## Története
Fejlesztését az Ukrajna elleni orosz agressziót követően bejelentett ukrán rakétaprogramban kezdték el. Kifejlesztését az is motiválta, hogy az Ukrán Fegyveres Erőknél korábban rendszerben álló 4K51 Rubezs partvédelmi rendszer egységei a Krím 2014-es megszállásakor orosz kézbe kerültek. A robotrepülőgép kifejlesztése Ukrajna fekete-tengeri és azovi-tengeri partvidéke védelmének megerősítésére szolgál. A hajók elleni robotrepülőgép fejlesztéséről először a 2015-ös Zbroja ta bezpeka kiállításon jelentek meg információk. 2016-ban készült el az első működőképes kísérleti példánya. A robotrepülőgép fejlesztését a kijevi Lucs tervezőiroda irányította. Több más vállalat, köztük a Harkivi Repülőgépgyár, a Motor Szics és a Déli Gépgyár is részt vett a fejlesztésben. A radarberendezést a lvivi ORTA cég, az irányítórendszert a kijevi Ragyionyiksz vállalat készítette. Első tesztindítására 2016. március 22-én került sor, amelyen jelen volt Olekszandr Turcsinov, a Nemzetbiztonsági és Védelmi Tanács (RNBOU) titkára is.
A kb. 300 km hatótávolságú robotrepülőgép a szovjet H–35 Uran robotrepülőgéphez hasonló, a fejlesztés valószínűleg annak konstrukcióján alapul. A robotrepülőgépnek három változatát tervezik: szárazföldi, hajófedélzeti és légi indítású változatát. 2018-ban jelentették be, hogy az Ukrán Haditengerészet számára épülő,  a Lany osztályon alapuló új, 2020-ban megjelenő Veszpa osztályú rakétás gyorsnaszádok fő fegyverzete is a Neptun robotrepülőgép lesz. Amíg a Veszpa osztály első egysége nem készül el, a Neptun robotrepülőgépet a Priluki hordszárnyas rakétás gyorsnaszádon fogják kipróbálni.
2019 januárjában az Abu-Dzabiban rendezett IDEX–2019 hadiipari kiállításon bemutatták a szárazföldi indítású rendszer makettjét és részletes műszaki adatokat is megadtak.
2019. április 5-én került sor a Neptun robotrepülőgép első, a sajtó nyilvánossága előtt végrehajtott indítására. A tesztindítást, amelyen Petro Porosenko elnök is jelen volt, az Odesszai területen található Alibej lőtéren hajtották végre. A gyártó 120 rakéta szállításáról írt alá megállapodást az ukrán védelmi minisztériummal.
A rakéták sorozatgyártását az Arszenal vállalat végzi, a rakétarendszer összeállítása és végszerelése a Vizar Zsuljani Gépgyárban folyt.
2020. augusztus 23-án rendszeresítették az Ukrán Fegyveres Erőknél. Az első egységeket 2021. március közepén adták át az Ukrán Haditengerészet partvédelmi egységeinek.
Indonézia 2020 decemberében írt alá szándéknyilatkozatot a rakétarendszer vásárlásáról.
Az Ukrajna elleni orosz invázió harmadik hónapjában, 2022. április 15-n orosz légitámadás érte a robotrepülőgépek végszerelését végző Vizar gépgyárat, amelynek területére öt darab kalibr robotrepülőgép csapódott be. A támadás súlyos károkat okozott az üzemcsarnokokban és a cég irodaépületében. Ezt követően a Neptun robotrepülőgépek gyártását nyugat-ukrajnai üzemekbe telepítették át.
A sikeres harci alkalmazását követően elkezdődött a továbbfejlesztése, ennek célja egy földi célok elleni változat létrehozása és az 1000 km-es hatótávolság elérése. A földi célok elleni változat első alkalmazásáról 2023 augusztusában jelentek meg információk, amikor az eszközzel egy SZ–400-as légvédelmirakéta-rendszert semmisítettek meg a Krím félszigeten. A robotrepülőgép a becslések szerint 350 kg-os töltetet hordozhat 400 km-es távolságra. Irányítása kombinált, a röppálya nagy részén műholdas navigációt használ, a célmegközelítés alatt infravörös kamera képén alapuló célfelismerést használ. 2025 márciusában jelentette be Zelenszkij elnök, hogy a fegyver új változatával elérték a kitűzött 1000 km-es hatótávolságot.

## Alkalmazása
A robotrepülőgépet harci körülmények között az Ukrajna elleni 2022-es orosz invázió során vetette be az Ukrán Haditengerészet. Két, hajók elleni ukrán támadásnál valószínűsíthető a Neptun robotrepülőgép alkalmazása. Ukrán források szerint ilyen robotrepülőgéppel rongálták meg 2022. április 3-án az Admiral Essen orosz fregattot. 2022. április 13-án pedig két Neptun robotrepülőgép találhatta el Ukrajna partjai közelében az orosz Fekete-tengeri Flotta zászlóshajóját, a Moszkva rakétás cirkálót, amely kigyulladt és súlyosan megsérült.A sérült Moszkva cirkálót orosz állítások szerint megpróbálták Szevasztopolba vontatni, azonban a megdőlt, stabilitását vesztett hajó elsüllyedt.

## Jellemzői
Az 5050 mm hosszúságú robotrepülőgép starttömege 700 kg, a harci rész tömege 160 kg. A repesz-romboló harci rész 5 ezer tonna alatti hajó megsemmisítésére alkalmas. A harci rész csapódó gyújtóval és közelségi gyújtóval is rendelkezik.
A robotrepülőgép menethajtóműve egy MSZ–400 típusú kisméretű gázturbinás sugárhajtómű, melyet a zaporizzsjai Motor Szics vállalat készített. A szárazföldi indítású változat egy gyorsítófokozattal is fel van szerelve. Erre a célra az SZ–125 légvédelmi rakéta gyorsítófokozatát alkalmazták. A robotrepülőgép utazósebessége 0,8–0,85 Mach. A repülési magassága 10–15 m, a cél közelében 3–4 m.
A rakéta egy 5300 mm hosszúságú, 600×600 mm-es keresztmetszetű szállító-indító konténerben helyezkedik el.
A szárazföldi indítású, partvédelmi rendszer USZPU–360 szállító-indító járműve a prototípusnál a 8×8-as hajtásképletű KrAZ–7634NE tehergépkocsin alapult. Ezt később Tatra 815-7 alvázra cserélték. A 27 tonna teherbírású jármű négy robotrepülőgépet hordoz.
A tengeri változatot a 2020-ra elkészülő és várhatóan 2021-ben hadrendbe álló új Veszpa osztályú rakétás gyorsnaszádokra telepítik. A légi indítású változat hordozó eszköze az Ukrán Légierőben hadrendben álló Szu–24M vadászbombázó repülőgép lesz.

## Lásd még
Hasonló fegyverek:
- H–35 Uran
- Exocet
- RBS–15
- Harpoon
- Naval Strike Missile